# (1217) Maximiliana
(1217) Maximiliana és un asteroide que forma part del cinturó d'asteroides i va ser descobert per Eugène Joseph Delporte el 13 de març de 1932 des del Reial Observatori de Bèlgica, a Uccle.
Inicialment es va designar com 1932 EC. Posteriorment va ser aanomenat en honor de l'astrònom alemany Maximilian Franz Wolf (1863-1932), descobridor de centenars d'asteroides.
Està situat a una distància mitjana de 2,353 ua del Sol, podent acostar-s'hi fins a 1,991 ua. Té una excentricitat de 0,1541 i una inclinació orbital de 5,153°. Empra a completar una òrbita al voltant del Sol 1319 dies.